# Ferdinand Karl Klimsch

Bildnis des Malers Ferdinand Klimsch

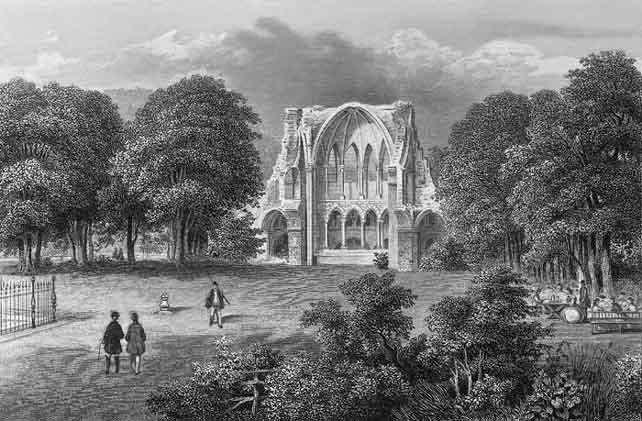
Ferdinand Karl Klimsch: Klosterruine Heisterbach, Stahlstich ca. 1850

Ferdinand Karl Klimsch (* 12. Dezember 1812 in Böhmisch-Leipa; † 14. September 1890 in Frankfurt am Main) war ein deutscher Kunstmaler, Lithograf und Kupferstecher. Er war der Begründer der Frankfurter Unternehmer- und Künstlerfamilie Klimsch.

## Leben und Wirken

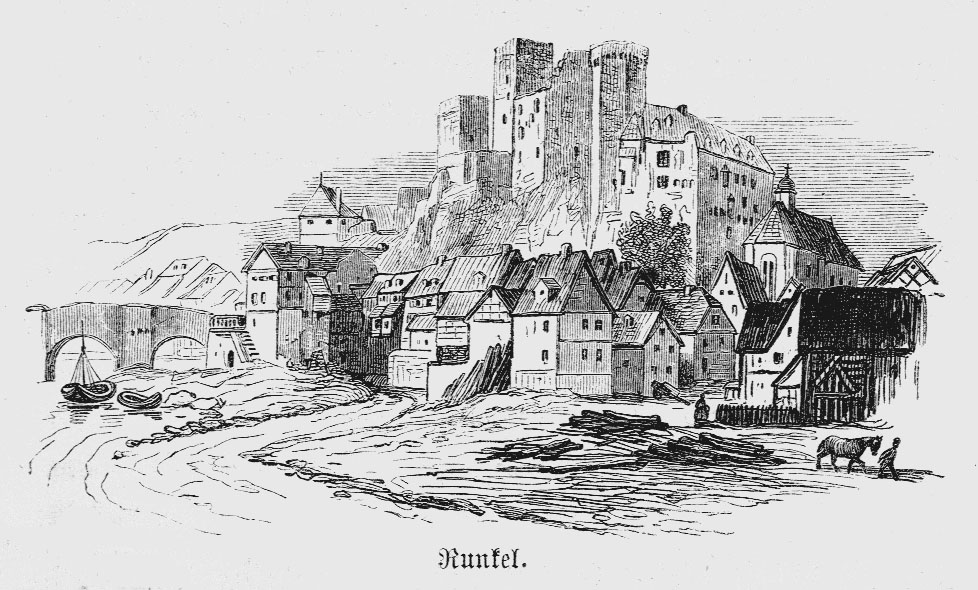
Ferdinand Karl Klimsch: Burg und Stadt Runkel, Radierung um 1865

Ferdinand Karl Klimsch entstammt einer evangelischen böhmischen Familie und übersiedelte aus seiner Heimat zunächst nach Dillenburg, um dort eine „Lithografische Anstalt“ zu eröffnen. Im Jahr 1837 zog er nach Frankfurt am Main, wo er für Bernhard Dondorf arbeitete. Er entwarf und stach ab 1848 die Motive der Banknoten für Hessen-Kassel, für Hessen-Darmstadt und war zudem an deren Herstellung im Auftrag der Frankfurter Bank beteiligt. Im Jahr 1858 gründete Ferdinand Klimsch wieder eine eigene Firma in der Frankfurter Alten Mainzer Gasse, die Klimsch-lithographische Kunst-Anstalt. Er führte dort seine Arbeiten zur Banknotenherstellung fort, fertigte aber auch Buchillustrationen, Lithografien, Ölgemälde und Aquarelle an.

## Familie
Ferdinand Karl Klimsch heiratete Margaretha Henriette Schulz (* 11. März 1818; † 20. März 1884) und hatte mit ihr sechs Kinder:
- Eugen Johann Georg (* 29. November 1839; † 9. Juli 1896)
- Karl Ferdinand (* 26. Mai 1841; † 6. Dezember 1926)
- Julius Jakob (* 29. Januar 1843; † 11. März 1862)
- Wilhelmine (* 19. September 1847; † 11. April 1848)
- Ludwig (* 1852; † 1874)
- Emilie Molly (* 20. Mai 1861; † 8. November 1937)